# Maria von Montpellier
Maria von Montpellier (* 1182; † April 1213 in Rom) war eine Königin von Aragonien.

## Abstammung und erste Ehen
Maria von Montpellier war die Tochter des Wilhelm VIII., Herr von Montpellier, und der Eudokia Komnena, einer Nichte des byzantinischen Kaisers Manuel I. Nach dem Ehevertrag von Marias Eltern sollte das erstgeborene Kind, unabhängig vom Geschlecht, nach dem Tod Wilhelms VIII. in der Herrschaft über die Stadt Montpellier folgen. Doch Marias Vater verstieß bereits 1187 seine Gattin und heiratete Agnes von Kastilien, die ihm einen Sohn, Wilhelm IX. von Montpellier, und sieben weitere Kinder gebar. Damit war Marias Erbrecht schon, als sie noch ein kleines Kind war, in Frage gestellt.
Zuerst wurde als Ehemann für Maria König Alfons II. von Aragón ins Auge gefasst; dieser hatte aber bereits geheiratet. Daraufhin wurde sie 1192 mit Vizegraf Raimund Gottfried (Barral) von Marseille verheiratet. Doch diese erste Ehe Marias dauerte nur kurz, da ihr Gatte alt war und noch im gleichen Jahr starb. Auch ihre 1197 geschlossene zweite Ehe mit Graf Bernhard IV. von Comminges stand unter keinem guten Stern, da er noch mit einer (oder nach anderen Quellen zwei) weiteren lebenden Frauen verheiratet war. Auch musste Maria auf ihr Erbrecht auf Montpellier verzichten. Zwar gebar sie ihrem zweiten Gemahl zwei Töchter, Mathilde und Petronilla, doch verstieß er sie 1201.

## Ehe mit König Peter II. von Aragón
Nach dem Tod Wilhelms VIII. (1202) übernahm Marias illegitimer Halbbruder Wilhelm IX. die Herrschaft über Montpellier, doch verjagte ihn die städtische Oberschicht 1204 und erkannte Maria als Herrin an. Sie heiratete am 15. Juni 1204 den politisch einflussreichen König Peter II. von Aragón in der Hoffnung, durch diese Ehe ihr Recht auf die Regierung in Montpellier besser gegen ihre illegitimen Stiefgeschwister verteidigen zu können. Doch sofort nach der Hochzeit verpfändete Peter II. den Hafen von Montpellier mit dem Schloss von Lattes und 1205 gleich die ganze Stadt. Als Maria im Oktober 1205 ihre Tochter Sancha zur Welt brachte, musste sie alle Rechte an ihrer Stadt an ihren Gemahl abtreten. Dieser verlobte seine neugeborene Tochter ohne Zustimmung seiner Gattin mit dem ebenfalls im Babyalter stehenden Sohn des Grafen Raimund von Toulouse und sicherte Montpellier als Mitgift zu. Nach dem Tod seiner Tochter (1206) wandte sich Peter II. an Papst Innozenz III., um die Annullierung seiner Ehe zu erreichen, drang damit aber nicht durch. Dennoch wollte sich der aragonesische König nicht fügen.
Maria konnte durch List die Zeugung eines Sohnes, den späteren Jakob I. von Aragón (* 2. Februar 1208), mit ihrem Gatten erreichen. Nach einer Quelle täuschte sie ihm um Mitternacht vor, seine aktuelle Geliebte zu sein, lockte ihn dadurch ins Bett und verriet ihm einige Zeit danach triumphierend, dass sie schwanger sei. In seinem Jahrzehnte später verfassten Buch Libre dels feuts (= Buch der Taten) berichtet Jakob selbst, dass seine getrennt lebenden Eltern auf die Bitte eines Adligen eine Nacht zusammen verbracht und ihn dabei gezeugt hätten; dies sei der Wille des Herrn gewesen. Nach seiner Geburt habe seine Mutter zwölf gleich große, mit den Namen der Apostel versehene Kerzen angezündet und ihn nach jener benannt, die am längsten brannte.
Obwohl der neugeborene Sohn in Montpellier bejubelt wurde, drängte Peter II. weiterhin auf die Scheidung und wollte auch seine Ansprüche auf die Stadt nicht aufgeben. Als während des blutigen Albigenserkreuzzuges nordfranzösische Truppen gegen südlicher gelegene Reiche marschierten und auch das Reich Peters II. bedrohten, nahm er Maria ihren kleinen Sohn weg, verlobte ihn 1211 mit einer Tochter des Simon IV. de Montfort, dem Anführer der Kreuzzügler, und sandte ihn diesem praktisch als Geisel zu. 1212 suchte Peter II. dann, gestützt auf ein päpstliches Dekret, sich Montpelliers zu bemächtigen und Marias Halbbruder Wilhelm IX. zurückzugeben. Wegen Marias Beliebtheit lehnte die Stadtregierung eine Übergabe ab, und es entstanden Rebellionen, in deren Verlauf das Schloss zerstört und die Güter katalanischer Kaufleute geplündert wurden. Trotzdem verlor Maria Anfang 1213 schließlich die Herrschaft über Montpellier.
Daraufhin ging Maria nach Rom und wandte sich an den Papst, um die Annullierung ihrer Ehe zu verhindern. Da die Eheleute für eine Heirat nicht zu nahe miteinander verwandt waren, musste Peter II. seine Nichtigkeitsbeschwerde der Ehe anders begründen. Er brachte vor, dass er eine außereheliche Beziehung mit einer Verwandten Marias gehabt hätte und daher als Ehemann Marias nicht in Frage käme und dass sie durch ihre Heirat mit ihm Ehebruch begangen habe, da sie sich nicht von ihrem zweiten Gatten Bernhard IV. habe scheiden lassen. Das erste Argument wurde sogar von der durch männliche Moralauffassungen dominierten mittelalterlichen Kirche verworfen, während das letztere Argument von Marias Anwälten dadurch entkräftet wurde, dass ihre Ehe mit Bernhard IV. wegen dessen gleichzeitiger Ehe mit einer anderen Frau ungültig sei. Am 19. Jänner 1213 lehnte Innozenz III. den Scheidungsantrag Peters II. mit der Begründung ab, dass er keine zu enge Verwandtschaft zu Maria hatte nachweisen können und dass sich Bernhard IV. vor seiner Heirat mit Maria nicht von seiner bisherigen Gattin, der Adligen Beatrice, hatte scheiden lassen. Außerdem verordnete der Papst am 18. April 1213, dass der Erzbischof von Narbonne dafür Sorge zu tragen hatte, dass die Regierung von Montpellier wieder Maria als rechtmäßige Herrscherin anerkennen müsse und dass das durch die widerrechtliche Verpfändung der Stadt eingenommene Geld ihr zurückerstattet werden müsse. Zur Durchsetzung seiner Forderungen sollte der Erzbischof auch Kirchenstrafen androhen. Aus diesem Fall kann man schließen, dass hochgestellte Frauen trotz der männlich geprägten Herrschaftsstrukturen auch im Mittelalter durchaus ihre Rechte gerichtlich mit Erfolg verteidigen konnten.
Am 20. April 1213 verfasste Maria ihr Testament, in dem sie ihren Sohn Jakob zum Erben einsetzte, und starb bald darauf. Ihr Gatte, Peter II., fiel am 13. September 1213 im Kampf gegen Simon IV. de Montfort, dem er den kleinen Jakob anvertraut hatte. Dieser erbte Montpellier und Aragón und wurde als Jakob I. einer der bedeutendsten Könige von Aragón. Er behauptete, dass seine Mutter Maria nach ihrem Tod Wunder bewirkt habe: Kranke, die Staub von ihrem Grab gekratzt und ihn in Wasser oder Wein aufgelöst getrunken hätten, wären geheilt worden.

## Ehen und Nachkommen
Maria war dreimal verheiratet:
- 1. ⚭ 1192 Vizegraf Raimund Gottfried (Barral) von Marseille († 1192)

- 2. ⚭ 1197 Graf Bernhard IV. von Comminges (Trennung 1201)

- 3. ⚭ 15. Juni 1204 König Peter II. von Aragón

Ihre Kinder waren:
- Aus der 2. Ehe:
  - Mathilde
  - Petronilla, ⚭ mit Graf Centulle I. von Astarac

- Aus der 3. Ehe:
  - Sancha (* 1205; † 1206)
  - Jakob I. von Aragón (* 2. Februar 1208; † 27. Juli 1276)